# 耿福能
耿福能（1956年6月—），四川越西人，汉族，中华人民共和国企业家。

## 生平
耿福能是四川好医生攀西药业有限责任公司董事长。2013年，担任全国人大代表。2018年2月24日，当选为第十三届全国人大代表。
因在脱贫攻坚战中作出突出贡献，2021年2月25日全国脱贫攻坚总结表彰大会上，耿福能被授予“全国脱贫攻坚先进个人”。